# HK MP5K-PDW

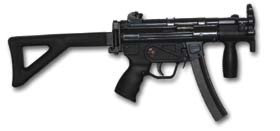
MP5K-PDW.

Le MP5K-PDW est un pistolet-mitrailleur dérivé du MP5K conçu par la firme Heckler & Koch.

## Description
Le MP5K-PDW se distingue du MP5K par une crosse qui se replie sur le côté droit. Déployée, celle-ci permet un tir beaucoup plus précis que le MP5K conventionnel. Rabattue sur le côté, elle permet de réduire l'encombrement pour un usage dans un bâtiments ou un véhicule comme la version initiale du MP5K (par exemple pour la protection des V.I.P.). Grâce à cette crosse, l'arme peut être à la fois maniable et plus précise que l'original.
Le MP5K-PDW possède également un cache flamme à l'avant. Il augmente la longueur de l'arme de quelques centimètres mais permet de diminuer la signature lumineuse en sortie de canon. Ainsi le tireur sera moins repérable et moins gêné par la flamme de son propre tir. 
Cette arme s'inscrit dans le concept du PDW (Personnal defense weapon : arme de défense personnelle). Lors des conflits, certaines troupes (officier, équipage de char, artilleur, personnels du train, etc.) n'ont pas besoin d'un fusil d'assaut complet, mais d'une arme peu encombrante pour riposter efficacement contre une attaque inopinée, usage pour lequel ont été conçues des armes comme le FN P90 ou le MP7. 
Le MP5K-PDW, en dépit de sa dénomination, présente pourtant les caractéristiques d'un pistolet mitrailleur conventionnel d'une portée limitée à une cinquantaine de mètres et tirant du 9mm Parabellum incapable de transpercer les protections individuelles dans sa version standard. 
Il est plutôt utilisé par des groupes d'intervention anti-terroristes ou par des forces spéciales.

## Caractéristiques techniques
- Calibre : 9 mm Parabellum
- Mécanisme : semi-automatique, rafale de trois coups, automatique
- Cadence de tir : 900 coups par minute
- Poids non chargé : 2,8 kg
- Poids chargé : 3 kg (chargeur de 15 coups)
- Longueur avec crosse dépliée : 60 cm
- Longueur avec crosse repliée : 37 cm
- Longueur du canon : 12,7 cm
- Capacité : Chargeurs de 15 et 30 coups, chargeur double de 2 x 30 coups, possibilités de couplage multiples
- Portée effective : 45 m